# Ice on Fire
Ice on Fire ist das 19. Studioalbum des britischen Sängers Elton John. Es erschien 1985 und wurde 1999 mit vier Bonussongs wiederveröffentlicht.

## Produktion und Gastbeiträge
Ice on Fire wurde von dem englischen Musikproduzenten Gus Dudgeon produziert, mit dem Elton John schon auf vorherigen Alben zusammengearbeitet hatte. Der Titel wurde einer Textzeile des Songs Nikita entnommen.
Das Album enthält Gastauftritte von George Michael, der als Backgroundsänger auf Nikita und Wrap Her Up zu hören ist und Millie Jackson, die bei Act of War zu hören ist. Auf Too Young spielten die beiden Queen-Musiker John Deacon (Bass) und Roger Taylor (Schlagzeug) mit.

## Titelliste
1. This Town – 3:56
2. Cry to Heaven – 4:16
3. Soul Glove – 3:31
4. Nikita – 5:43
5. Too Young – 5:12
6. Wrap Her Up – 6:21
7. Satellite – 3:57
8. Tell Me What the Papers Say – 3:40
9. Candy by the Pound – 3:56
10. Shoot Down the Moon – 5:00

Bonussong auf Kassette und Original-CD
1. Act of War (feat. Millie Jackson) – 4:41

Bonussongs der Wiederveröffentlichung 1999
1. The Men Who Never Died – 5:12
2. Restless – 4:25
3. Sorry Seems to Be the Hardest Word (Live) – 3:23
4. I'm Still Standing (Live) – 4:52

## Kommerzieller Erfolg

### Chartplatzierungen

#### Album
| ChartsChartplatzierungen       | Höchstplatzierung | Wochen/ Monate |
| ------------------------------ | ----------------- | -------------- |
| Deutschland (GfK)              | 5 (26 Wo.)        | 26 Wo.         |
| Österreich (Ö3)                | 9 (7 Mt.)         | 7 Mt.          |
| Schweiz (IFPI)                 | 2 (28 Wo.)        | 28 Wo.         |
| Vereinigte Staaten (Billboard) | 48 (28 Wo.)       | 28 Wo.         |
| Vereinigtes Königreich (OCC)   | 3 (23 Wo.)        | 23 Wo.         |

| ChartsJahrescharts (1986) | Platzierung |
| ------------------------- | ----------- |
| Deutschland (GfK)         | 31          |
| Österreich (Ö3)           | 19          |
| Schweiz (IFPI)            | 3           |

#### Singles
| Jahr | Titel         | Höchstplatzierung, Gesamtwochen, AuszeichnungChartplatzierungen (Jahr, Titel, , Platzierungen, Wochen, Auszeichnungen, Anmerkungen) | Höchstplatzierung, Gesamtwochen, AuszeichnungChartplatzierungen (Jahr, Titel, , Platzierungen, Wochen, Auszeichnungen, Anmerkungen) | Höchstplatzierung, Gesamtwochen, AuszeichnungChartplatzierungen (Jahr, Titel, , Platzierungen, Wochen, Auszeichnungen, Anmerkungen) | Höchstplatzierung, Gesamtwochen, AuszeichnungChartplatzierungen (Jahr, Titel, , Platzierungen, Wochen, Auszeichnungen, Anmerkungen) | Höchstplatzierung, Gesamtwochen, AuszeichnungChartplatzierungen (Jahr, Titel, , Platzierungen, Wochen, Auszeichnungen, Anmerkungen) | Anmerkungen                          |
| Jahr | Titel         | DE | AT | CH | UK | US | Anmerkungen                          |
| ---- | ------------- | --- | --- | --- | --- | --- | ------------------------------------ |
| 1985 | Nikita        | DE1 (20 Wo.)DE | AT3 (18 Wo.)AT | CH1 (19 Wo.)CH | UK3 Silber · (13 Wo.)UK | US7 (18 Wo.)US | Erstveröffentlichung: September 1985 |
| 1985 | Wrap Her Up   | DE54 (5 Wo.)DE | — | — | UK12 (10 Wo.)UK | US20 (14 Wo.)US | Erstveröffentlichung: November 1985  |
| 1986 | Cry to Heaven | — | — | — | UK47 (4 Wo.)UK | — | Erstveröffentlichung: Februar 1986   |

### Auszeichnungen für Musikverkäufe
1986 wurde Ice on Fire sowohl in Deutschland als auch in den Vereinigten Staaten mit Gold ausgezeichnet. Die höchste Auszeichnung erhielt das Album in der Schweiz, wo es 1989 mit Doppelplatin ausgezeichnet wurde.
| Professionelle Bewertungen | Professionelle Bewertungen |
| -------------------------- | -------------------------- |
| Kritiken                   |                            |
| Quelle                     | Bewertung                  |
| allmusic                   | [ 13 ]                     |

| Land/Region                  | Auszeichnungen für Musikverkäufe (Land/Region, Auszeichnung, Verkäufe) | Verkäufe  |
| ---------------------------- | ---------------------------------------------------------------------- | --------- |
| Belgien (BRMA)               | Gold                                                                   | 25.000    |
| Deutschland (BVMI)           | Gold                                                                   | 250.000   |
| Frankreich (SNEP)            | Gold                                                                   | 100.000   |
| Neuseeland (RMNZ)            | Platin                                                                 | 20.000    |
| Niederlande (NVPI)           | Gold                                                                   | 50.000    |
| Österreich (IFPI)            | Gold                                                                   | 25.000    |
| Schweden (IFPI)              | Platin                                                                 | 100.000   |
| Schweiz (IFPI)               | 2× Platin                                                              | 100.000   |
| Vereinigte Staaten (RIAA)    | Gold                                                                   | 500.000   |
| Vereinigtes Königreich (BPI) | Platin                                                                 | 300.000   |
| Insgesamt                    | 6× Gold · 5× Platin ·                                                  | 1.470.000 |

Hauptartikel: Elton John/Auszeichnungen für Musikverkäufe